# 명곡서원
명곡서원은 대한민국 전라남도 강진군 군동면 용소리에 있다. 2004년 11월 1일 강진군의 향토문화유산 제16호로 지정되었다.

## 개요
1974년 장흥과 강진 유림들이 발의하여 장흥군 월평리에 창건하고  사호를 “명곡”이라 하였다. 1984년 유림들이 논의하여 본 사우를 군동면 신기리에 옮기고 성제 최충 등 5위를 향사하고 있다.